# Эйлабун
Эйлабун (ивр. עיילבון‎, араб. عيلبون‎) — местный совет в Северном округе Израиля.

## География
Расположен примерно в 103 км к северо-востоку от центра Тель-Авива, в 38 км к северо-востоку от города Хайфа и в 17 км к северо-востоку от города Назарет, на высоте 194 м над уровнем моря. Площадь совета составляет 4,835 км².

## Население
По данным Центрального статистического бюро Израиля, население на начало 2020 года составляло 5 752 человека.
Почти всё население представлено арабами. По данным на 2005 год 71,3 % населения составляли арабы-христиане (марониты) и 28,7 % — арабы-мусульмане.
Динамика численности населения по годам:
| 1931 | 1945 | 1950 | 1954 | 1961 | 1968 | 2002 | 2007 | 2010 |
| ---- | ---- | ---- | ---- | ---- | ---- | ---- | ---- | ---- |
| 404  | 550  | 675  | 815  | 1100 | 1600 | 4040 | 4374 | 4900 |

## Эйлабун в кино
Сыновья Эйлабун — это документальный фильм 2007 года палестинского художника и режиссёра Хишама Зрейка, который рассказывает о массовом убийстве в Эйлабун, совершённом израильской армией в октябре 1948 года.

## Известные уроженцы
- Хана Свейд — израильский политик